# Gröbitz
Gröbitz – dzielnica miasta Teuchern w Niemczech, w kraju związkowym Saksonia-Anhalt, w powiecie Burgenland.
Dp 31 grudnia 2010 była gminą, należącą do wspólnoty administracyjnej Vier Berge-Teucherner Land.